# 제6회 대종상
제6회 대종상의 시상식에 관한 내용이다.

## 수상 및 후보

### 최우수작품상
- 귀로 - 세기상사 수상

### 감독상
- 안개 - 김수용 수상

### 시나리오상
- 애하 - 이형우 수상

### 남우주연상
- 고발 - 박노식 수상

### 여우주연상
- 귀로 - 문정숙 수상

### 남우조연상
- 애하 - 윤일봉 수상

### 여우조연상
- 만선 - 주증녀 수상

### 촬영상
- 한 - 장석준 수상

### 편집상
- 안개 - 유재원 수상

### 조명상
- 귀로 - 윤창화 수상

### 음악상
- 하얀 까마귀 - 김동진 수상

### 미술상
- 다정불심 - 정우택 수상

### 특별장려상
- 잃어버린 사람들 - 연방영화 수상

### 문화영화작품상
- 홍길동 - 세기상사 수상

### 녹음상
- 얼룩무늬의 사나이 - 이재웅 수상

### 신인상
- 청춘극장 - 윤정희 수상

### 제작상
- 까치 소리 - 대창영화 수상

### 우수반공영화상
- 대양영화 수상

### 반공영화각본상
- 고발 - 조문진 수상